# Reactor refrigerado por gas avanzado
Un reactor refrigerado por gas avanzado (o AGR, acrónimo de Advanced Gas cooled Reactor en inglés), es un reactor que utiliza generalmente uranio enriquecido como combustible, un moderador sólido (como por ejemplo los átomos de carbono contenidos en el grafito), y como refrigerante un gas, por ejemplo CO2 o helio.
Los reactores refrigerados por gas de primera generación dieron paso a los AGR (reactores de segunda generación).
- Datos: Q379573
- Multimedia: Advanced Gas-cooled Reactor / Q379573